# Indoevropské jazyky
Indoevropská jazyková rodina (tento pojem zavedl poprvé roku 1813 Thomas Young) je skupina jazyků, které se společně vyvíjely v rozsáhlých oblastech Eurasie z předpokládaného indoevropského prajazyka. Indoevropské jazyky jsou nejrozšířenější jazykovou rodinou na Zemi.

## Původ

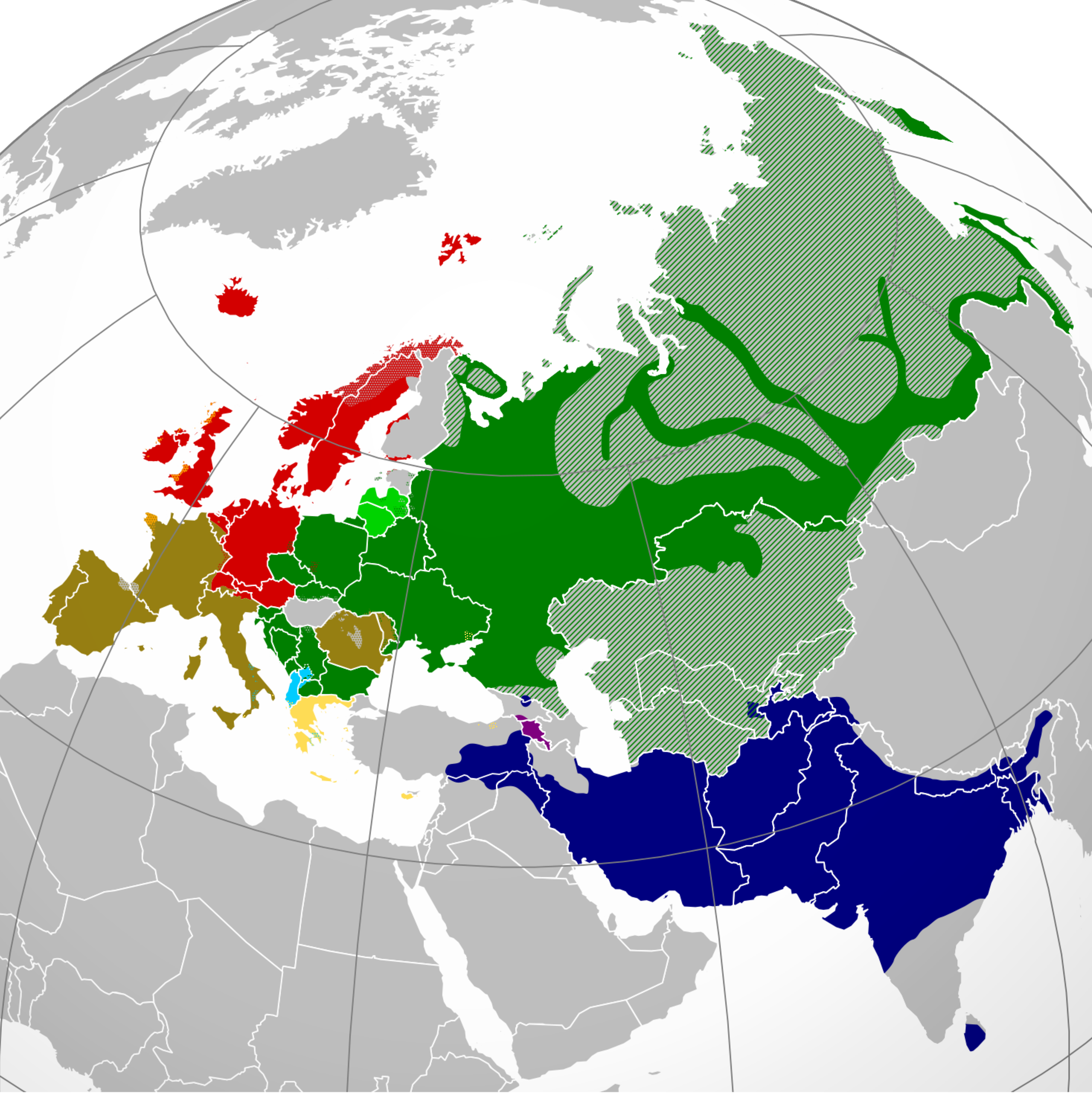
Současné rozšíření indoevropských jazyků v Eurasii

O původu a šíření indoevropského prajazyka existují dvě hlavní konkurenční teorie. Jedna teorie předpokládá původ indoevropských jazyků mezi nomádskými kmeny v oblasti dnešní Ukrajiny a jihozápadního Ruska před 6000 lety. Této teorii se podle předpokládaného způsobu šíření jazyka, říká teorie „meče a koně“,[zdroj?] dalšími názvy také „stepní“ či kurganová, se kterou přišla Marija Gimbutasová. V poslední době vstupuje do popředí, zejména díky pokrokům v archeogenetice.
Druhá bývá nazývaná teorií „anatolských farmářů“, s kterou přišel Colin Renfrew roku 1987. Podle ní prapůvodní jazyk, z něhož vznikly všechny jazyky Indoevropanů, pochází z oblasti Anatolie v dnešním Turecku, v době před 8000 až 9500 lety. Tuto teorii podporují výsledky analýzy větvení jazykového stromu provedené R. D. Grayem (2003). Proti tomu se ale postavil pozdější výzkum, i genetický. Poněkud podobnou hypotézou je „arménská“, se kterou přišli roku 1985 Tamaz Valerianis dze Gamkrelidze a Vjačeslav Vsevolodovič Ivanov. Sklidila sice kritiku, ale v nedávné době DNA testy ukázaly, že pre-protoindoevropský jazyk mohl vzniknout v jižním Kavkaze.
Řešením je patrně hybridní teorie složená z těchto dvou typů hypotéz. Na základě kombinovaných lingvistických a genetických analýz se zdá, že indoevropská rodina jazyků vznikla před zhruba 8000 roky na jih od Kavkazu (anatolská hypotéza), ale k dalšímu dělení a šíření později došlo na sever od Kavkazu (stepní hypotéza). Novější genetická analýza dokládá oblast mezi Kavkazem a dolní Volhou.

## Rozšíření
Indoevropskými jazyky mluví víc než 3 miliardy lidí (drtivá většina Evropy, Asie od východního Turecka po Indii (kromě jižní části Indie, kde dominují drávidské jazyky), Amerika, Austrálie a Jihoafrická republika). Používá je tak prakticky polovina světové populace na všech kontinentech. Přes 85 % obsahu internetu je v některém z indoevropských jazyků.
Studiem indoevropských jazyků se zabývá indoevropeistika, disciplína srovnávací jazykovědy.
Mezi dvaceti v současné době nejpoužívanějšími jazyky je 12 jazyků indoevropských: španělština, angličtina, hindština, portugalština, bengálština, ruština, němčina, maráthština, francouzština, italština, paňdžábština a urdština (dohromady mají více než 1,6 miliardy rodilých mluvčích).
V německé jazykové oblasti se občas používá termín indogermánské jazyky (podle krajních geografických oblastí rozšíření jazyků).

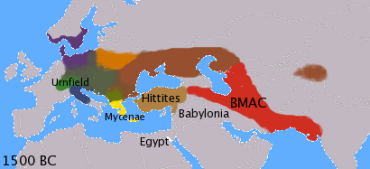
Rozšíření indoevropských jazyků v 2. tisíciletí př. n. l.
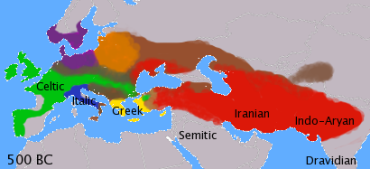
Rozšíření indoevropských jazyků v 1. tisíciletí př. n. l.
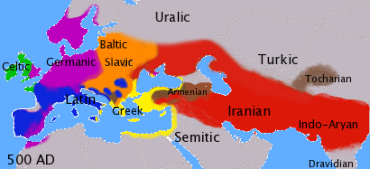
Rozšíření indoevropských jazyků po zániku římské říše a během velkého stěhování národů

## Dělení

Strom indoevropské jazykové rodiny

Indoevropská rodina se dělí na následující skupiny (řazeno podle doby, ze které se dochovaly nejstarší záznamy):
- anatolské jazyky – nejstarší známá větev, záznamy z 18. stol př. n. l., dnes vymřelá
- indoíránské jazyky – nejstarší záznamy z poloviny 2. tisíciletí př. n. l. (sanskrt)
- řečtina (tvoří samostatnou skupinu) – nejstarší záznamy ze 14. stol. př. n. l. (mykénská řečtina); z 8. stol. př. n. l. Homérovy texty
- italické jazyky – nejstarší záznamy ze 7. stol př. n. l. (latina)
  - románské jazyky – vznikly z latiny
- keltské jazyky – nejstarší záznamy ze 6. stol př. n. l. (galština)
- germánské jazyky – nejstarší záznamy z cca 2. stol. n. l. (nejstarší runové nápisy)
- arménština – nejstarší záznamy z 5. stol. n. l.
- tocharské jazyky – vymřelé, záznamy z asi 6. stol n. l.
- slovanské jazyky – nejstarší záznamy z 9. století (staroslověnština)
- baltské jazyky – nejstarší záznamy ze 14. stol. (dnes vymřelá baltská pruština), litevština a lotyština až ze 16. stol.
- albánština – nejstarší záznamy z 15. stol.

## Vymřelé jazyky
Vedle těchto potvrzených a vědci většinou uznávaných větví bývá mezi indoevropské jazyky řazeno několik vymřelých jazyků, z nichž se dochovaly jen zlomky, takže jejich přesnější zařazení není možné:
- illyrské jazyky (snad spřízněné s albánštinou)

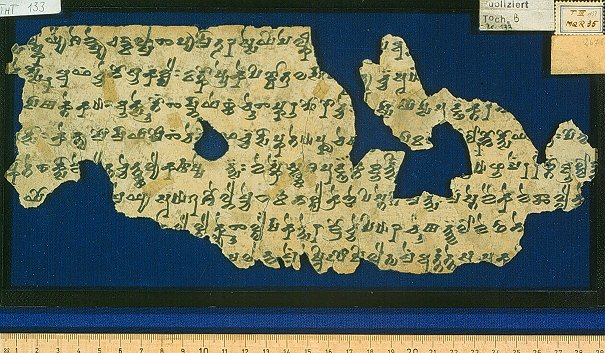
Fragment dokumentu v tocharštině v Tarimské pánvi na západě Číny

- venétština
- liburnštinaFragment dokumentu v tocharštině v Tarimské pánvi na západě Číny
- messapština
- frygijština
- paionština
- thráčtina
- dáčtina
- antická makedonština
- ligurština

## Příklady

### Číslovky v moderní indoevropštině
| Moderní indoevropština     | Česky |
| oinos, oinā, oinom         | jeden |
| dwōu, dwāi, dwoi           | dva   |
| trejes, trja/trī, trísores | tři   |
| qétwores                   | čtyři |
| penqe                      | pět   |
| s(w)eks                    | šest  |
| septḿ                      | sedm  |
| oktṓu                      | osm   |
| newn̥                       | devět |
| dekm̥                       | deset |